# روي جونز جونيور
روي جونز جونيور (الروسية: Джонс, Рой) مواليد 16 يناير 1969 في بينساكولا، فلوريدا، الولايات المتحدة، هو ملاكم يملك الجنسية الأمريكية والروسية، يصنف ضمن فئة الوزن الثقيل. حقق بطولة رابطة الملاكمة العالمية وبطولة المجلس العالمي للملاكمة وبطولة الاتحاد الدولي للملاكمة. شارك في دورة الألعاب الأولمبية الصيفية.

## إحصائيات
خاض خلال مسيرته 71 نزالا، فاز في 62 وخسر في 9. فاز بالضربة القاضية في 45 نزالا.

## الميداليات
| الميدالية | المسابقة                       |
| --------- | ------------------------------ |
| فضية      | الألعاب الأولمبية الصيفية 1988 |

## وصلات خارجية
- روي جونز جونيور على موقع IMDb (الإنجليزية)
- روي جونز جونيور على موقع الموسوعة البريطانية (الإنجليزية)
- روي جونز جونيور على موقع ميوزك برينز (الإنجليزية)
- روي جونز جونيور على موقع ديسكوغز (الإنجليزية)
- روي جونز جونيور على موقع قاعدة بيانات الفيلم (الإنجليزية)
- روي جونز جونيور على موقع بوكس ريك (الإنجليزية) (registration required)
- روي جونز جونيور على موقع أوليمبيديا (الإنجليزية)